# 横涧乡 (卢氏县)
横涧乡，是中华人民共和国河南省三門峽市卢氏县下辖的一个乡镇级行政单位。是卢氏县人口第2大、面积第4大的乡镇。

## 歷史
横涧乡因位于涧水两岸而得名，1958年8月，横涧區以中阿友好集体农庄为核心成立中阿友好公社，1982年2月，改名横涧公社，1983年8月，改为横涧乡。2021年4月原32个行政村合并為19个行政村和1个社区。

## 地理
横涧乡位於卢氏县城西南15公里的城乡结合部，东连文峪乡，南以熊耳山、老界岭为界与汤河乡、五里川鎮相连，西以蚂蚁岭为界与双龙湾镇相邻，北与城关镇、东明镇隔洛河相望，面积248.42平方千米。地势南高北低，南部为熊耳山山地，北部为丘陵，森林覆盖率达78%。年平均气温12.4℃，无霜期178天，年降水量600~700毫米。境内河流属黄河流域，主要有淤泥河、横涧河、马庄河、畜牧河、锄沟峪河、卜象河6条河流。

## 行政区划
横涧村、陈家堎村、淤泥河村、寺上村、下柳村、董家村、七寸村、熊耳村、营子村、照村、衙前村、雷家村、代家村、大村、大干村、马窑村、薛家沟村、青山村、马庄河村、梅苑新村社区。

## 經濟
横涧乡耕地面积3.6万亩，粮食作物以小麦、豆类、玉米等为主，主要经济作物有烟叶、桑蚕、核桃等，畜牧业以饲养生猪、家禽为主，名优特产品有粉条、食用菌、核桃等，工業以采矿为主，2018年有规模以上工业企业1个，有营业面积超过50平方米以上的综合商店或超市10个。

## 社會
2011年末，横涧乡有幼儿园1所，小学7所，中学2所，文化站1个，村文化活动中心32个；敬老院1所，医疗卫生机构26家，其中乡医院2家，社区卫生服务站11家；邮政网点1个，电信服务网点3个。国道209穿境而过，紧邻三淅高速出口，蒙华铁路卢氏火车站选址在横涧乡照村。截至2018年末，横涧乡户籍人口为32425人。